# Hermann Peter (Altphilologe)
Hermann Wilhelm Gottlob Peter (* 7. September 1837 in Meiningen; † 16. Februar 1914 in Meißen) war ein deutscher Klassischer Philologe und Gymnasiallehrer. Er ist besonders durch seine Studien zur römischen Geschichtsschreibung und seine Editionen der Historicorum Romanorum reliquiae (HRR, 1870/²1914 und 1906) und der Historicorum Romanorum fragmenta (HRF, 1883) bekannt.

## Leben und Werk
Hermann Peter war der älteste Sohn des Historikers und Gymnasiallehrers Karl Ludwig Peter (1808–1893), der seit 1835 Rektor des Gymnasiums Bernhardinum in Meiningen gewesen war. Im Zuge der Beförderung und Versetzung des Vaters zog die Familie mehrmals um: 1843 nach Hildburghausen, 1848 zurück nach Meiningen, 1853 nach Anklam und 1854 nach Stettin. Hermann Peter besuchte die Gymnasien dieser Städte, legte 1856 in Stettin die Reifeprüfung ab und studierte anschließend Klassische Philologie an der Universität Bonn (bei Friedrich Ritschl und Otto Jahn). Während seines Studiums wurde er 1855 Mitglied der Bonner Burschenschaft Frankonia. Zum Sommersemester 1857 wechselte er für ein Jahr nach Breslau, wo er Vorlesungen bei Friedrich Haase hörte. Nach seiner Rückkehr nach Bonn wurde er im Februar 1860 zum Dr. phil. promoviert und bestand die Lehramtsprüfung.
Nach dem Examen ging Peter in den preußischen Schuldienst. Er unterrichtete ab 1860 am Friedrich-Wilhelms-Gymnasium in Posen, das damals von Julius Sommerbrodt geleitet wurde. Nach dem Probejahr wurde Peter als etatmäßiger Hilfslehrer angestellt, später als ordentlicher Lehrer. 1863 erhielt er Urlaub für eine mehrmonatige Forschungsreise nach Italien. 1866 wechselte Peter als Oberlehrer an das Friedrichs-Gymnasium in Frankfurt (Oder).
1871 erhielt Peter eine Professur an der Fürsten- und Landesschule St. Afra in Meißen und verließ daraufhin den preußischen Schuldienst. Einen Ruf an die Universität Kiel (1874) lehnte er ab. Von 1874 bis zu seinem Eintritt in den Ruhestand (1905) war er Rektor der Fürstenschule, später auch Propst des Domstifts St. Petri in Bautzen. Für seine Tätigkeit im Dienst der Schule, Kirche und Wissenschaft erhielt er mehrere Auszeichnungen: Am 14. Juni 1897 wurde er zum ordentlichen Mitglied der Königlich Sächsischen Gesellschaft der Wissenschaften gewählt. Anlässlich seines 25-jährigen Rektorenjubiläums (1899) ernannte ihn der sächsische König zum Komtur des Albrechts-Ordens 2. Klasse. 1907 wurde Peter zum Geheimen Studienrat ernannt und zum Domherrn des Hochstiftes Meißen. In dieser Eigenschaft betrieb er die Sanierung des Meißner Doms. Bei deren Abschluss (1909) ernannte ihn der sächsische König zum Ritter des Verdienstordens 1. Klasse.
Als Vertreter des Hochstifts Meißen gehörte Peter 1909/10 der I. Kammer des Sächsischen Landtags an.
Peters wissenschaftliche Arbeit betraf vor allem die antike römische Geschichtsschreibung, mit der er sich seit seinem Studium beschäftigte. Sein Forschungsschwerpunkt war die Überlieferungs- und Quellenkunde der Kaiserzeit, besonders die Historia Augusta. Seine Textausgabe dieser Vitensammlung (Leipzig: Teubner 1865; 2. Auflage 1884) blieb lange in Gebrauch, bis sie 1927 durch die Teubner-Ausgabe von Ernst Hohl ersetzt wurde.
Von großer Bedeutung waren auch Peters Historicorum Romanorum reliquiae (HRR), eine Fragmentsammlung der römischen Historiker, die von den Anfängen der römischen Geschichtsschreibung bis in die Zeit Konstantins des Großen reichte. Eine Handausgabe veröffentlichte Peter 1883 unter dem Titel Historicorum Romanorum fragmenta (HRF). Beide Sammlungen sind erst seit wenigen Jahren durch neuere Editionen ersetzt: Für die republikanische Zeit gibt es die Sammlungen von Martine Chassignet, L’Annalistique romaine (1996–2004) sowie von Hans Beck und Uwe Walter, Die frühen römischen Historiker (FRH, 2001–2004). Die neueste Ausgabe The Fragments of the Roman Historians (FRHist, fertiggestellt 2013, erschienen 2014) reicht bis zur Reichskrise des 3. Jahrhunderts (Asinius Quadratus) und ersetzt somit Peters HRR.

## Schriften (Auswahl)
- Historia critica scriptorum historiae Augustae. Leipzig 1860 (Bonner Dissertation)
- Die Quellen Plutarchs in den Biographien der Römer. Neu untersucht. Halle 1865. Nachdruck Amsterdam 1965
- Scriptores historiae Augustae. 2 Bände, Leipzig 1865. Nachdruck Leipzig 1913
- Q. Claudi Quadrigari Annalium reliquiae. Frankfurt (Oder) 1868 (Schulprogramm)
- Historicorum Romanorum reliquiae. Band 1, Leipzig 1870. 2. überarbeitete Auflage, Leipzig 1914. Band 2, Leipzig 1906. Nachdruck, überarbeitet von Jürgen Kroymann, Stuttgart 1967, Stuttgart 1993
- Ovidii Fastorum libri sex. Für die Schule erklärt. Leipzig 1874. 2. verbesserte Auflage, Leipzig 1879. 3. verbesserte Auflage, Leipzig 1889. 4. überarbeitete Auflage, Leipzig 1907 (nur Band 1)
- Historicorum Romanorum fragmenta. Leipzig 1883
- Die Scriptores historiae Augustae. Sechs litterar-geschichtliche Untersuchungen. Leipzig 1892
- Die geschichtliche Litteratur über die röm. Kaiserzeit bis Theodosius I. und ihre Quellen. 2 Bände, Leipzig 1897. Nachdruck Hildesheim 1967
- Der Brief in der römischen Litteratur. Litterargeschichtliche Untersuchungen und Zusammenfassungen. Leipzig 1901. Nachdruck Hildesheim 1965
- Wahrheit und Kunst. Geschichtsschreibung und Plagiat im klassischen Altertum. Leipzig/Berlin 1911. Nachdruck Hildesheim 1965
- Die Schrift Origo gentis Romanae. Leipzig 1912